# Ta'if
Ta'if er en by i det vestlige Saudi-Arabien, med et indbyggertal på 579.970 (2010). Byen ligger i landets Mekka-provins. Den er centrum i et af Saudi-Arabiens største landbrugsdistrikter.